# Suhi Vrh, Prevalje
Suhi Vrh este o localitate din comuna Prevalje, Slovenia, cu o populație de 94 de locuitori.